# Arenaria fursei
Arenaria fursei là loài thực vật có hoa thuộc họ Cẩm chướng. Loài này được Lazkov mô tả khoa học đầu tiên năm 2003.